# Liriomyza scaevolae
Liriomyza scaevolae är en tvåvingeart som beskrevs av Spencer 1977. Liriomyza scaevolae ingår i släktet Liriomyza och familjen minerarflugor. Inga underarter finns listade i Catalogue of Life.